# Neisseriaceae
Neisseriaceae – rodzina Gram-ujemnych proteobakterii należąca do rzędu Neisseriales. Do 2013 roku była to jedyna rodzina rzędu Neisseriales, kiedy to wyodrębniono drugą rodzinę – Chromobacteriaceae. Rodzinę tę charakteryzuje brak wici, większość gatunków posiada natomiast pili. Komórki bakterii Neisseriaceae są zazwyczaj w kształcie ziarniaka lub rzadziej pałeczkowatym i występują pojedynczo, w parach, a także w krótkich łańcuchach. Bakterie te występują głównie w błonach śluzowych zwierząt, poza rodzajem Vitreoscilla, którego obecność została wykryta w różnych habitatach. Są najczęściej występującymi proteobakteriami w ślinie oraz płytce poddziąsłowej.

## Rodzaje
Podczas analizy filogenomicznej w 2013 roku wyodrębniono 11 rodzajów należących do rodziny Neisseriaceae:
- Alysiella
- Bergeriella
- Conchiformibius
- Eikenella
- Kingella
- Morococcus
- Neisseria
- Simonsiella
- Stenoxybacter
- Uruburuella
- Vitreoscilla